# Giải LVFCS cho nhạc phim hay nhất
Giải LVFCS cho nhạc phim hay nhất là một trong các giải của LVFCS dành cho nhạc phim được bầu chọn là hay nhất. Giải này được lập từ năm 1997.

## Các phim đoạt giải

### Thập niên 1990
| Năm  | Phim           | Người sáng tác |
| ---- | -------------- | -------------- |
| 1997 | Kundun         | Philip Glass   |
| 1998 | A Simple Plan  | Danny Elfman   |
| 1999 | Angela's Ashes | John Williams  |

### Thập niên 2000
| Năm  | Phim                                              | Người sáng tác      |
| ---- | ------------------------------------------------- | ------------------- |
| 2000 | Gladiator                                         | Hans Zimmer         |
| 2001 | The Lord of the Rings: The Fellowship of the Ring | Howard Shore        |
| 2002 | 25th Hour                                         | Terence Blanchard   |
| 2003 | The Lord of the Rings: The Return of the King     | Howard Shore        |
| 2004 | The Incredibles                                   | Michael Giacchino   |
| 2005 | Brokeback Mountain                                | Gustavo Santaolalla |
| 2006 | The Good German                                   | Thomas Newman       |
| 2007 | There Will Be Blood                               | Jonny Greenwood     |
| 2008 | Defiance                                          | James Newton Howard |

Bản mẫu:LVFCS Awards Chron